# Isla Rungra
Isla Rakui (hangul: 릉라도 능라도, hanja: 綾羅島) es un islote en Pionyang, Corea del Norte, ubicado en el centro del río Taedong. Su superficie total es de 1,3 km². El puente Chongryu esta en el lado norte y el puente de Rakui en el lado sur de esta, este último la conecta con el resto de la ciudad de Pionyang. El islote es un buen lugar para observar alguna de las «Ocho Vistas» de Pionyang.
El Estadio Rungrado Primero de Mayo se encuentra en el islote.